# 任政 (萬曆進士)
任政（1594年12月30日—？年），號心原，河南汝寧府宜陽縣人，明朝政治人物。

## 生平
萬曆四十三年（1615年）乙卯科鄉試舉人，萬曆四十四年丙辰科易一房會試中式第261名，萬曆四十七年（1619年）己未科殿試三甲五十四名進士，刑部觀政，本年六月授陝西三原縣知縣，天啟二年〔1622年〕壬戌考察，天啟四年〔1624年〕甲子補揚州府教授，天啟五年〔1625年〕乙丑升國子監博士，天啟六年〔1626年〕丙寅升南戶部浙江司主事，崇禎二年〔1629年〕己巳升員外郎，本年升郎中，崇禎三年〔1630年〕庚午升徽州府知府，崇禎四年〔1631年〕辛未拾遺。

## 家族
曾祖任泰〔贈奉直大夫知州〕、祖任洽〔嘉靖庚午科南戶部員外〕、父任傑〔廩膳生員〕